# San Fior
San Fior (San Fior in veneto) è un comune italiano di 6 874 abitanti della provincia di Treviso in Veneto.

## Geografia fisica

### Territorio
Il territorio del comune è diviso tra colli (Castello Roganzuolo) e pianura (San Fior di Sopra, San Fior di Sotto), con un'altitudine che varia tra i 29 e i 120 m s.l.m. Le aree agricole, un tempo più vaste, sono ancora la cifra di gran parte dell'area, dove la conformazione è quella tipica dei palù.
Nello specifico, il capoluogo San Fior di Sopra è sviluppato ai piedi dei colli morenici della frazione Castello Roganzuolo e del comune di Colle Umberto; vi scorre un piccolo fiume, il Codolo.

## Storia
Durante la prima guerra mondiale fu sede di un campo di aviazione austro-ungarico e di reparti tedeschi (dal 23 dicembre 1917 della Jasta 1 che rimane fino al 13 marzo 1918 e della Jasta 31 dal 3 gennaio 1918 13 marzo successivo). Fu sede delle Flik 52, Flik 72J e Flik 74J.

### Simboli
Lo stemma e il gonfalone sono stati concessi con DPR del 3 febbraio 1989.
Stemma
(Art. 3 c. 2 dello Statuto comunale)
Gonfalone
(Art. 3 c. 3 dello Statuto comunale)

## Monumenti e luoghi d'interesse

### Architetture religiose

#### Chiesa arcipretale di San Giovanni Battista
La chiesa di San Fior, edificio sacro di grande importanza storico-artistica, nasce tra il V e VI secolo nell'area tra il fiume Codolo e l'attuale piazza Marconi, dove sorge il municipio.
L'attuale struttura con cupola è novecentesca, in stile neogotico, costruita su progetto di Vincenzo Rinaldo a partire dall'edificio sacro preesistente.
Internamente la chiesa ha una pala d'altare di valore, vanto della comunità parrocchiale di San Fior: il Polittico di San Giovanni Battista del Cima da Conegliano, opera composta da otto parti in un cassettone ligneo.
Altre opere di valore sono:
- Ultima Cena di anonimo cinquecentesco
- Arcangelo Raffaele e Tobiolo di anonimo settecentesco
- Il battistero, vasca marmorea datata 1494
- Crocefisso, scultura lignea settecentesca attribuita a Andrea Brustolon
- Adorazione dei pastori, tela di Giacomo Rota, del secondo Cinquecento

Per quanto riguarda la vecchia chiesa, ancora presente sul lato destro della nuova, nella quale è incastonate, è stata restaurata nel 1998, ridando splendore ad antichi affreschi. 

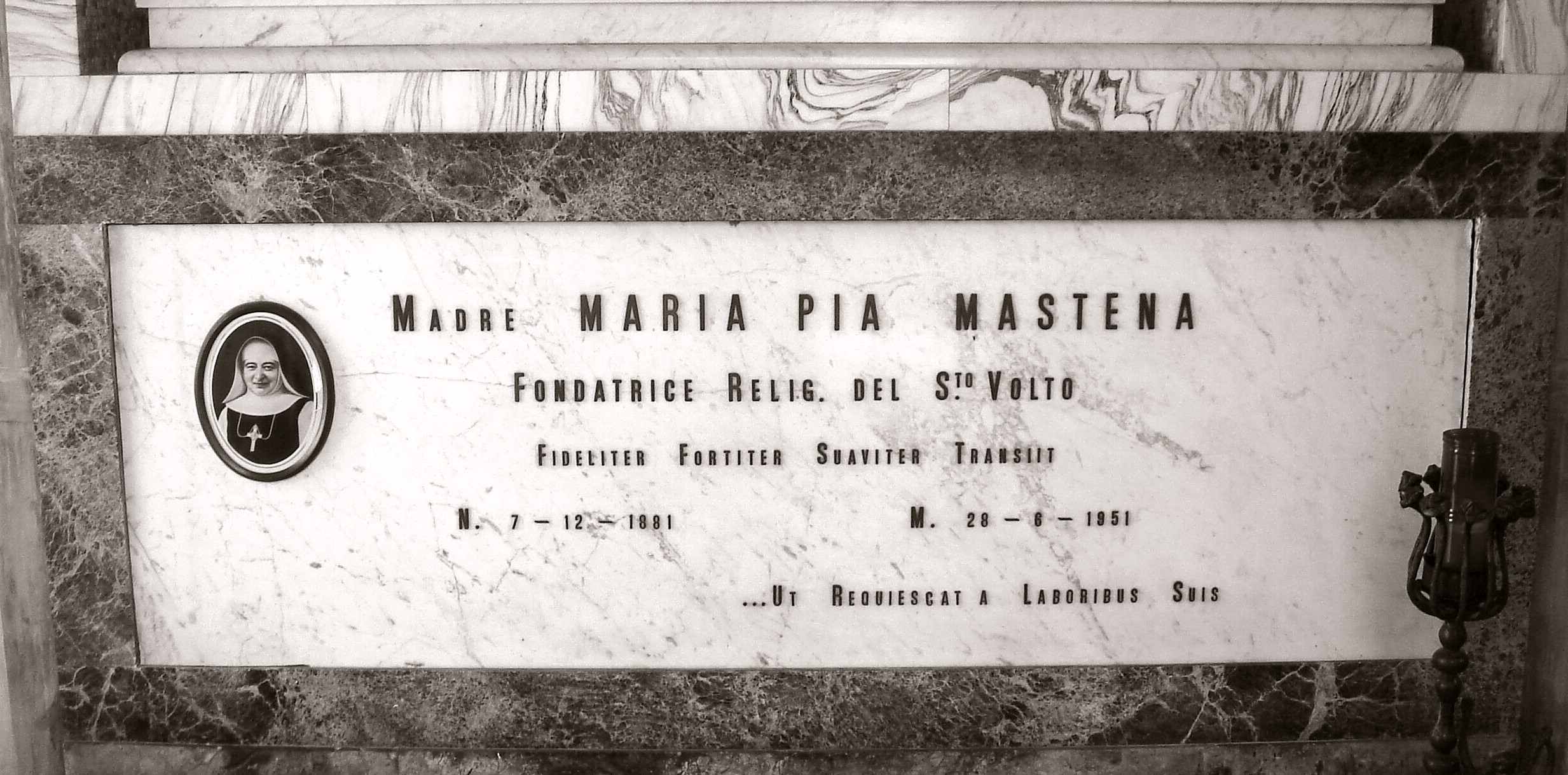
La tomba della beata Mastena

#### Tomba della beata Mastena
Nel cimitero di San Fior, adiacente alla parte absidale della chiesa e al giardino della Congregazione religiosa delle Suore del Santo Volto, fondata qui da Maria Pia Mastena, si trova una cappella, all'ingresso del camposanto, dove la beata era sepolta assieme a tutte le consorelle che hanno operato nella congregazione a San Fior.
Dal 2012 le è stata predisposta una teca nella restaurata cappella della chiesa parrocchiale.

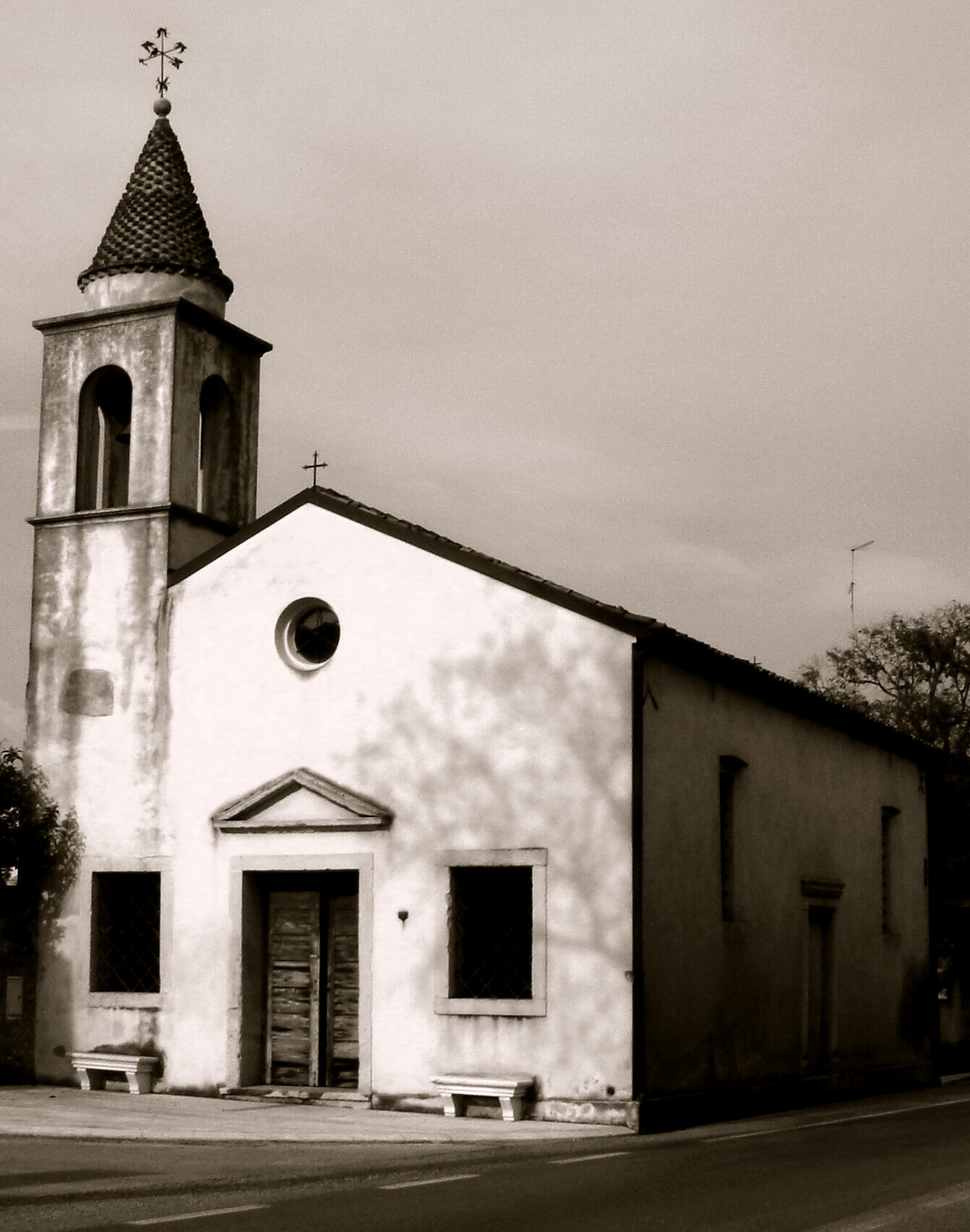
La chiesetta di San Bernardino

#### Chiesa di San Bernardino
Si tratta di un edificio di piccole dimensioni, situato lungo la Pontebbana, a pochi metri dal centro. Fu edificato nel XV secolo dalla comunità sanfiorese ed è stato restaurato negli anni '90 del Novecento. La facciata a capanna presenta quattro aperture: il portale sovrastato da un piccolo timpano, due ampie finestre rettangolari ai lati e un piccolo rosone al centro. Il piccolo campanile si pone come continuazione della parte sinistra della facciata, con le sue quattro aperture a tutto sesto e la sommità appuntita culminante nella croce. Anche il lato che costeggia la strada statale presenta un ingresso murato e due finestre laterali.

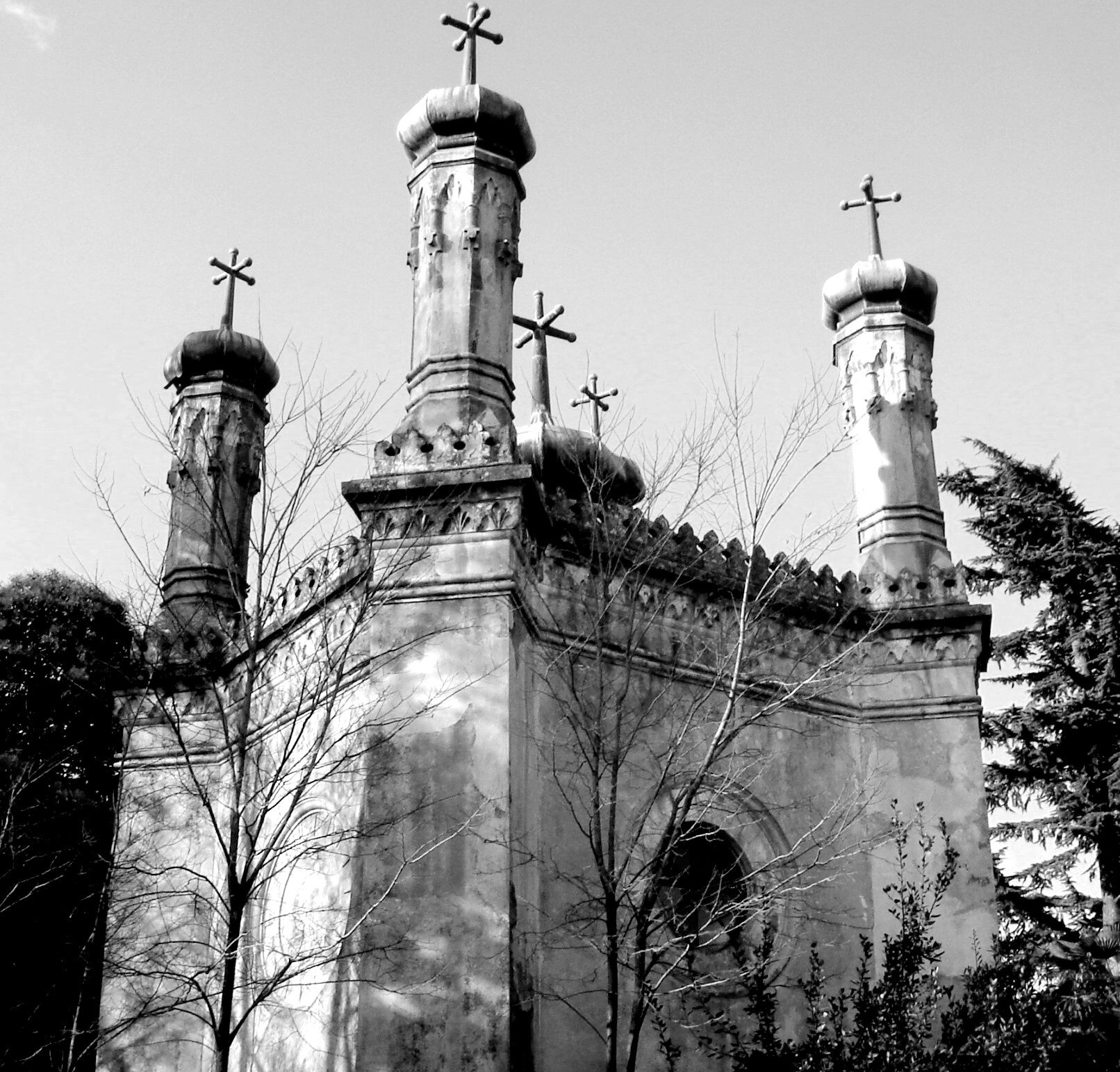
La cappella Cadorin-Soldi vista da Borgo Canè

#### Cappella Cadorin-Soldi
La cappella Cadorin, dal 2002 di proprietà del comune, è parte del complesso di Villa Cadorin-Soldi, risalente al XIX secolo. Si tratta di una caratteristica architettura di valore storico-architettonico, ubicata presso borgo Canè.

#### Capitelli
Sono numerosi nel capoluogo, come in tutto il comune, i capitelli e i segni del sacro, sintomo di un secolare culto a livello popolare. In centro, nei vecchi borghi, nelle aree rurali, ma anche nei nuovi quartieri residenziali.
- Nicchia della Madonna del Divino Amore (largo G.B.Cima, anni '50/'60)
- Colonna della Vergine Incoronata con Bambino (presso Istituto del Santo Volto, 1967)
- Tabernacolo di Sant'Antonio da Padova (via Roma, XIX secolo)
- Tabernacolo di Sant'Antonio da Padova (via Mel, XX secolo)
- Nicchia di Sant'Antonio da Padova (via Trieste, inizio XX secolo)
- Edicola della Madonna (via Borgo Montalti, anni '40/'50)

Nell'XI secolo è stato posto in largo G.B. Cima, presso la chiesa arcipretale e a ridosso dell'Istituto del Santo Volto, un monumento dedicato alla beata Maria Pia Mastena, fondatrice della congregazione che lì ha sede.
La statua in bronzo è dello scultore Michele Visentin.

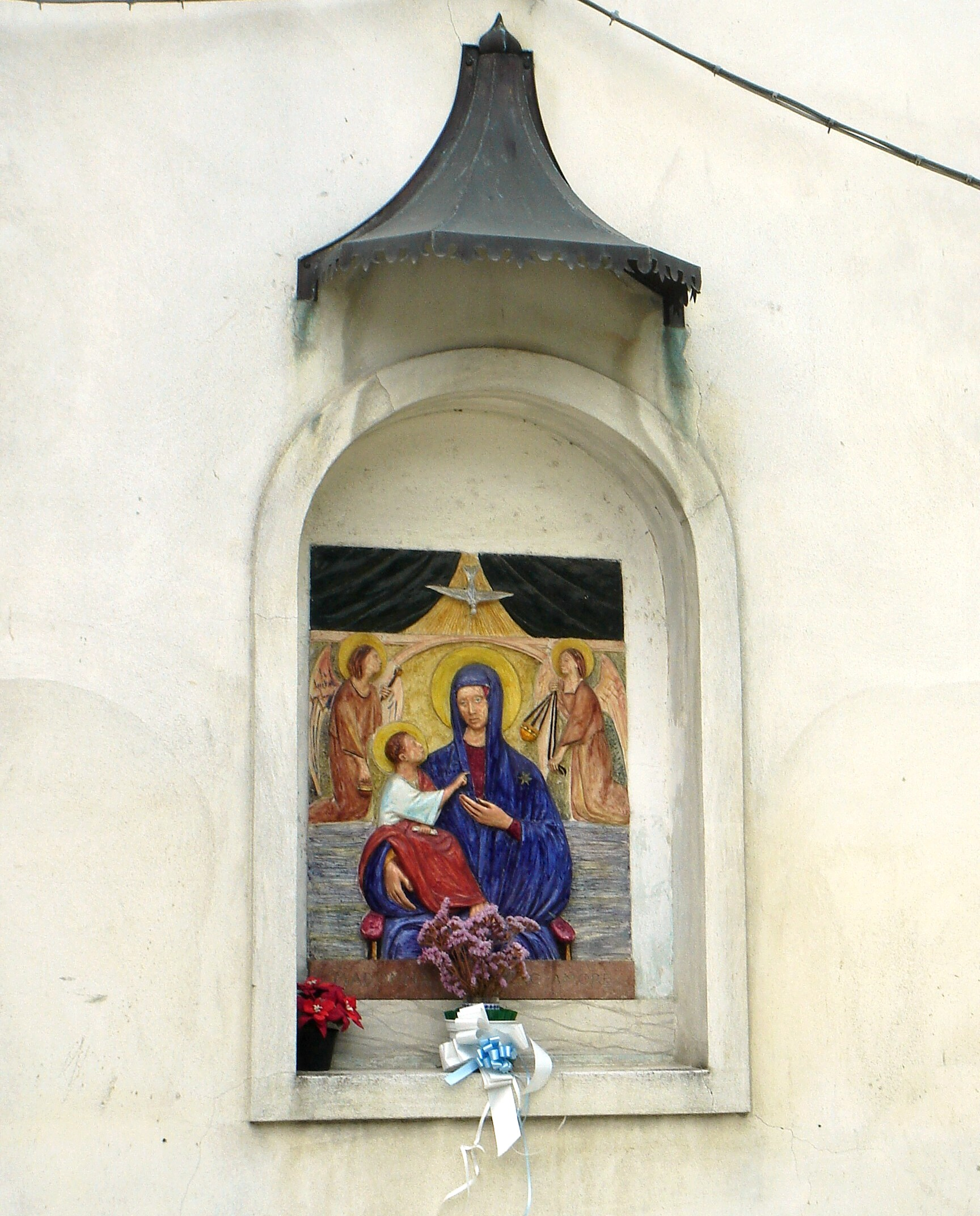
La nicchia della Madonna del Divino Amore
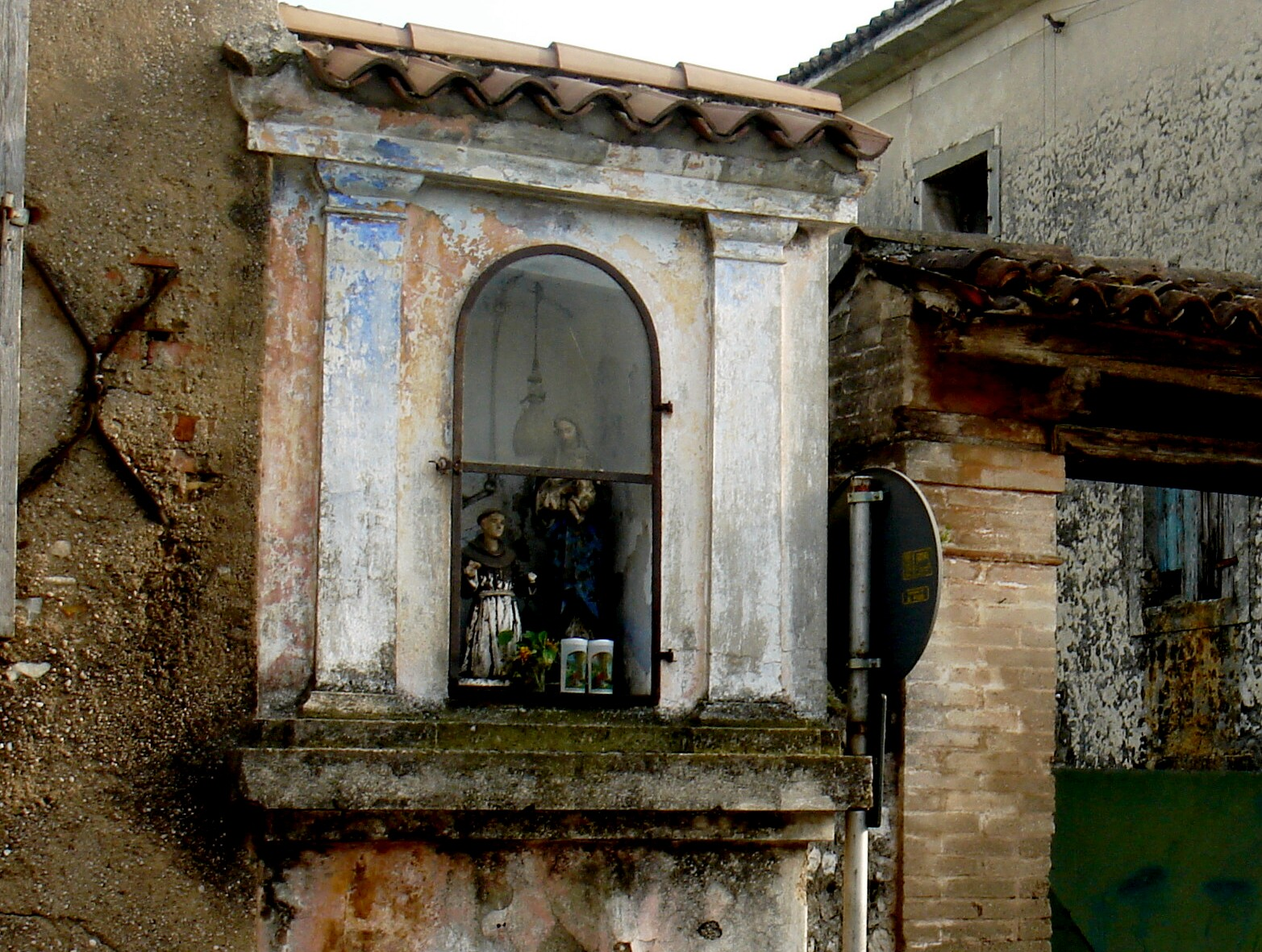
Il tabernacolo di via Roma
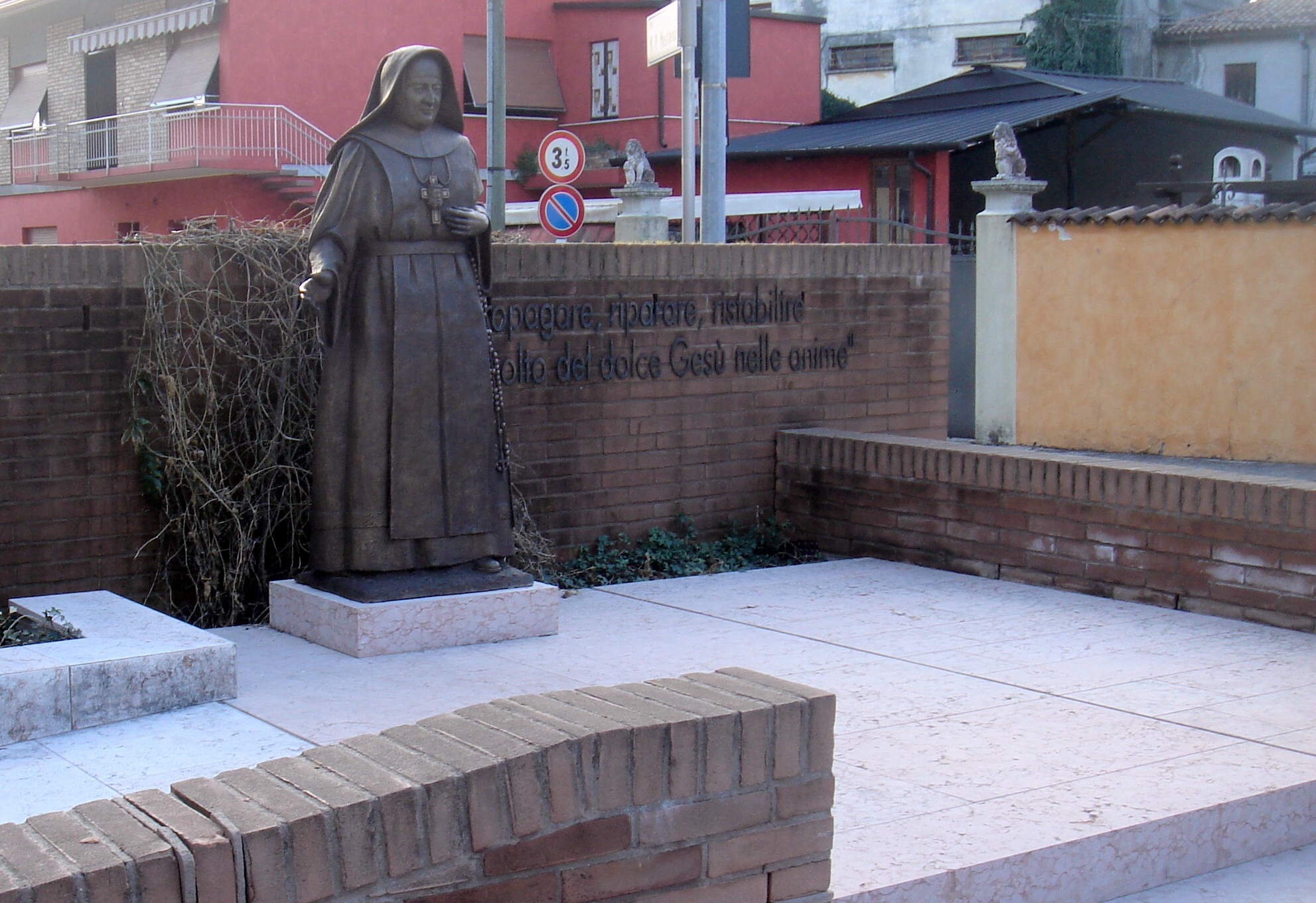
Il monumento alla beata Maria Pia Mastena

### Architetture civili e rurali

#### Municipio

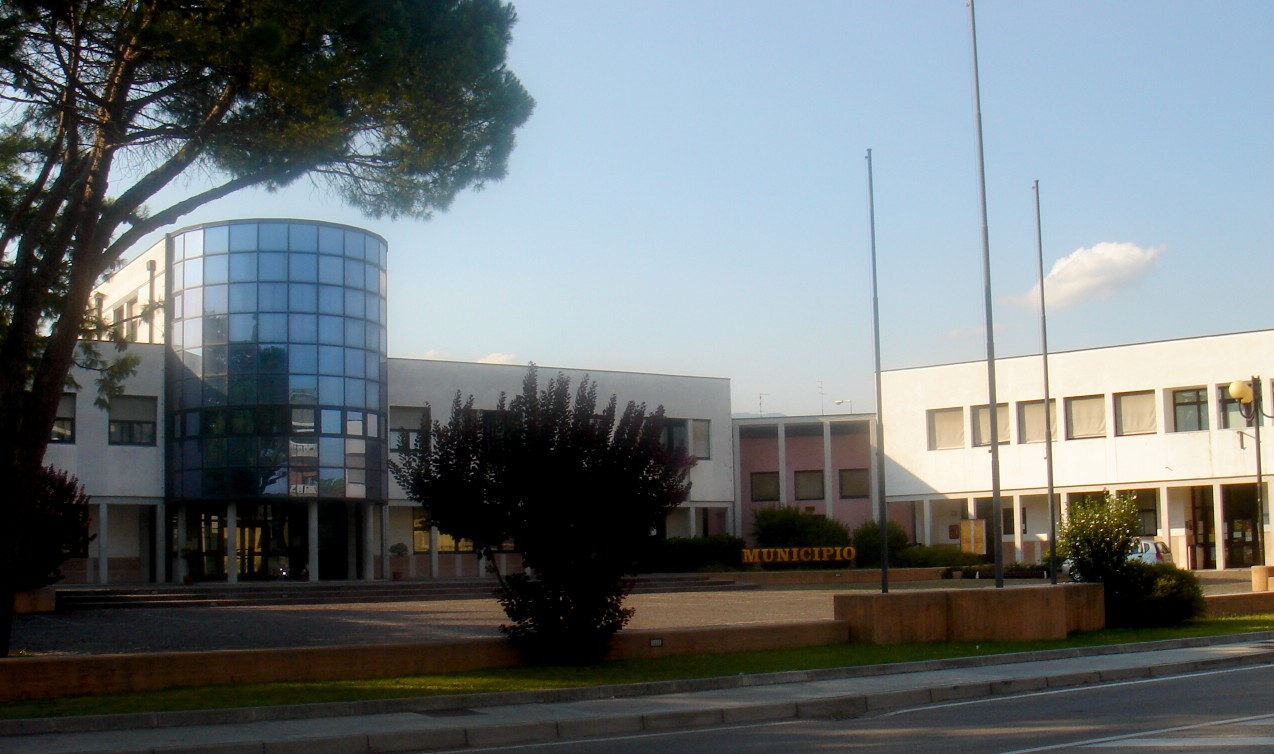
Il municipio di San Fior

Struttura novecentesca che domina e forma davanti a sé, abbracciandola su due lati, la piazza centrale di San Fior, intitolata a Guglielmo Marconi. Il palazzo consta di due parti: quella centrale e quella laterale, a destra, rese adiacenti dalla sala polifunzionale. Ambedue le parti si dispongono su due piani: al piano terra un lungo portico sostenuto da agili colonnine fa da base al piano superiore, blocco compatto intonacato di bianco con a mezzo una fila di finestre quadrangolari. La parte centrale si differenzia per essere caratterizzata dalla forma semicilindrica sporgente sulla piazza e dall'altezza superiore (tre piani): essendo vitrea, essa dà luminosità all'edificio sia internamente che esternamente.

#### Borghi

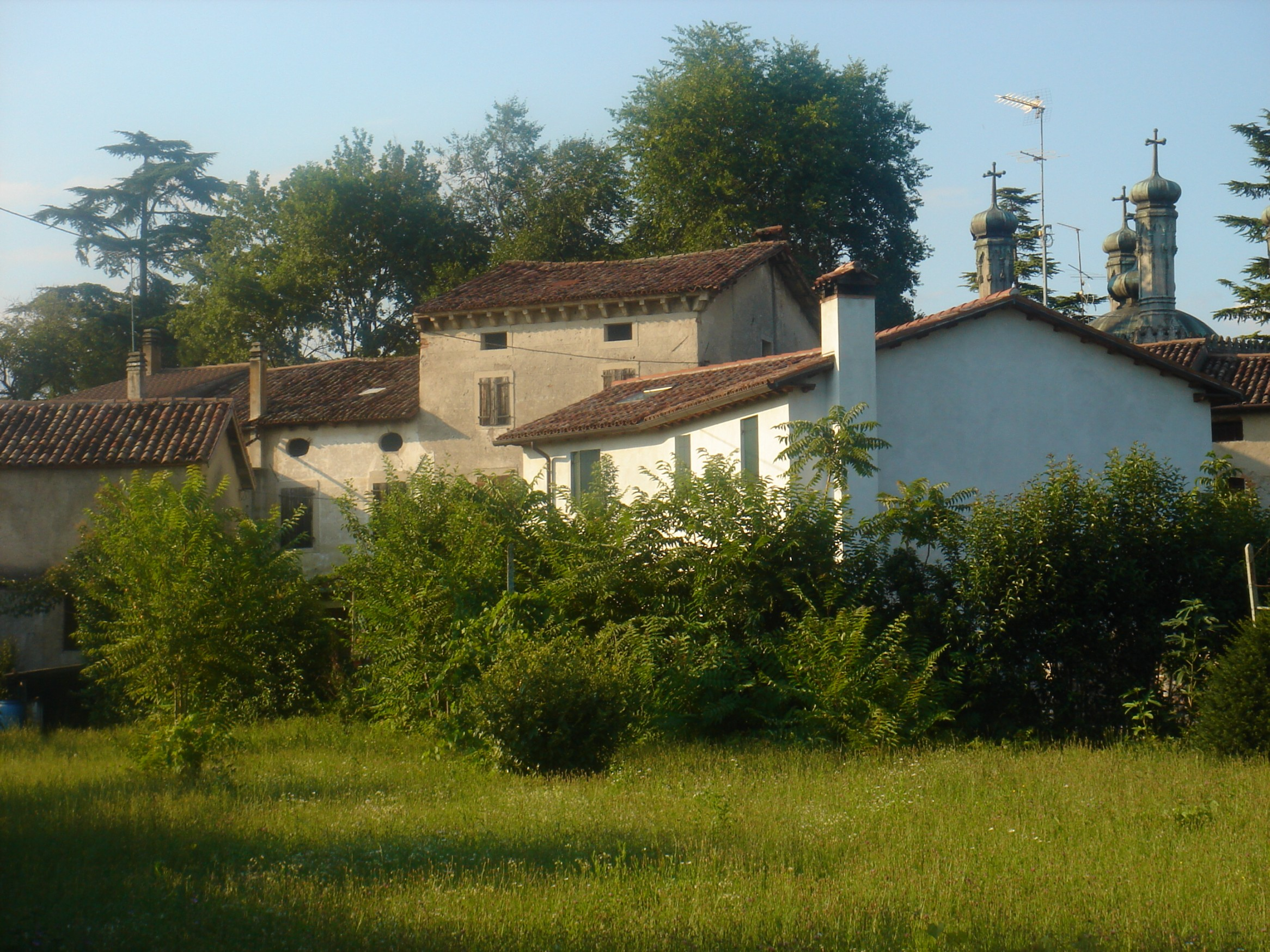
Borgo Canè. A destra si vedono le guglie della cappella Cadorin-Soldi

Come in tutto il territorio comunale, i borghi sono i vecchi nuclei abitativi, attorno ai quali, più o meno coerentemente alla conformazione di tali abitati, sono venute a costituirsi le moderne aree residenziali. Particolarmente numerosi sono a San Fior capoluogo, di cui essi costituiscono parte del patrimonio storico architettonico.

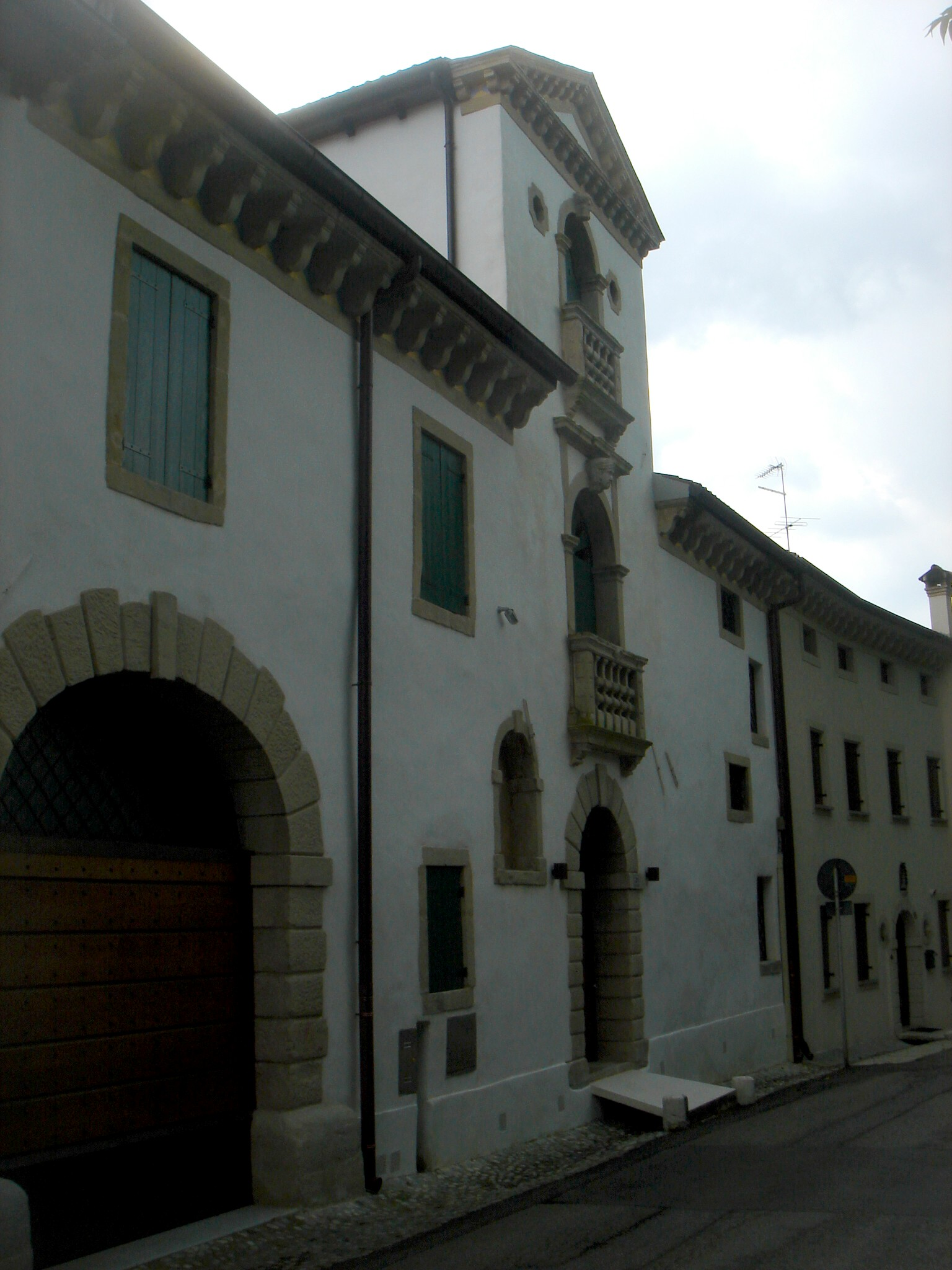
Borgo Canè, edificio centrale

- Borgo Canè. È il borgo lungo il quale si è sviluppata la tenuta di Villa Soldi nel XIX secolo e si trova sulla strada che da San Fior conduce a Castello Roganzuolo. Le strutture, adiacenti l'una all'altra, sono tutte di due o tre piani. Tra quelle di più pregevole fattura, la casa all'angolo con via P.F.Calvi, coll'ingresso del cortile in pietra ad arco e l'edificio principale abbellito da un cornicione con modanature. Altro edificio da segnalare è quello centrale del borgo, con la facciata tripartita, secondo il modello delle ville veneziane, e la parte più alta terminata da un timpano; delle monofore con mascherone in chiave di volta e balaustra evidenziano i due livelli superiori, mentre in una nicchia a lato del portale d'ingresso sopravvivono le tracce di un affresco votivo.

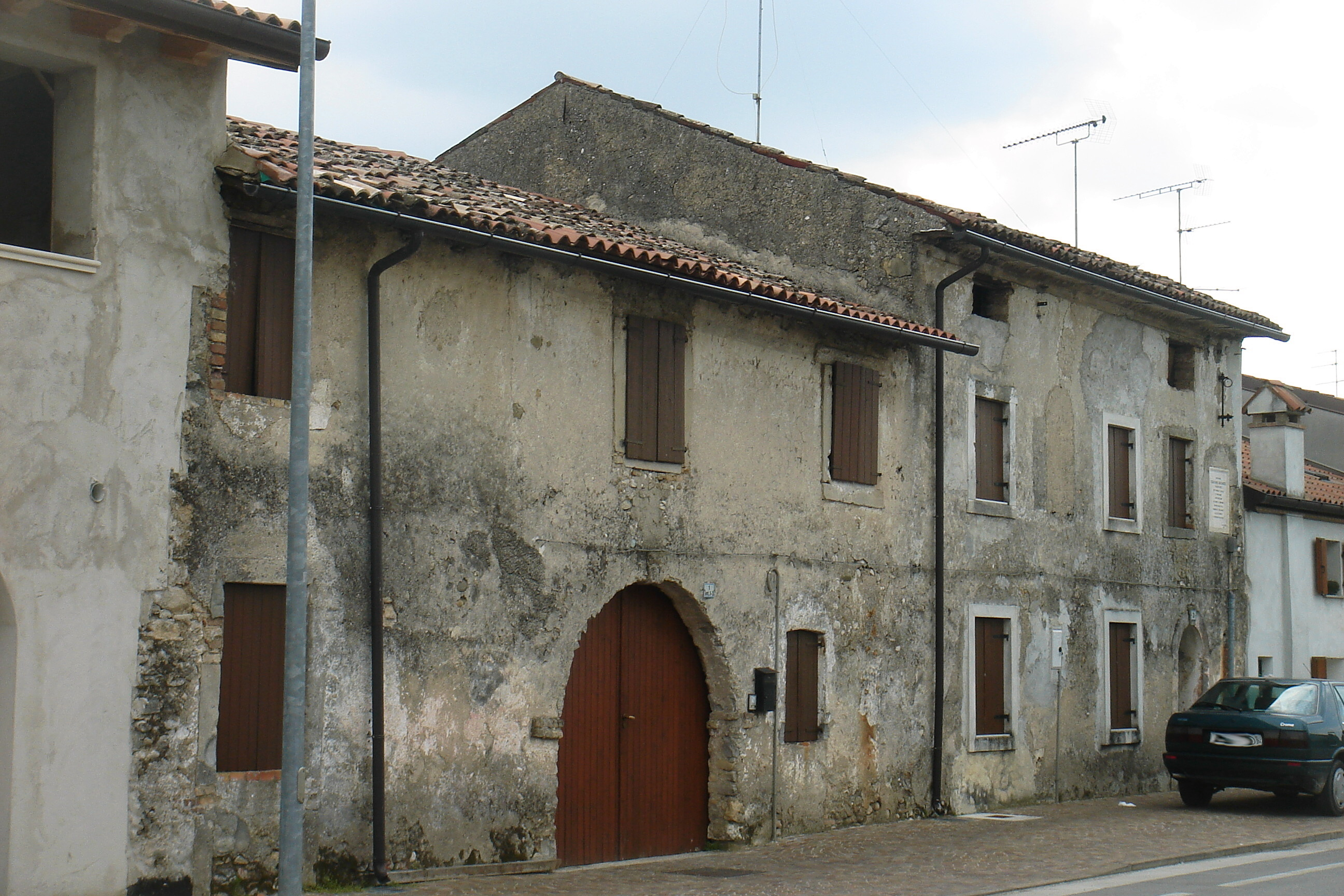
Borgo Barozzi, la casa natale di Sebastiano Barozzi

- Borgo Barozzi. Inglobato nell'area residenziale di via Barozzi, è uno dei borghi più importanti del comune, in quanto va segnalata una casa che ne dà lustro e rilevanza: si tratta del luogo che diede i natali al poeta e patriota Sebastiano Barozzi, da cui il nome del borgo; sulla parete esterna una lapide lo ricorda così:

QUI NACQUE / SEBASTIANO ABB. BAROZZI / PATRIZIO VENETO / POETA INSIGNE E SOLDATO / S.FIORE ONORÒ / VISSE IN BELLUNO / CHE MORTE IL COMPIANSE / FORTUNA NELLA VITA / RIGUARDOLLO CON SDEGNO / A LUI ERA SERBATA / LA RICORDANZA DEI POPOLI / [POSE UN AMICO 1884].

#### Case rurali

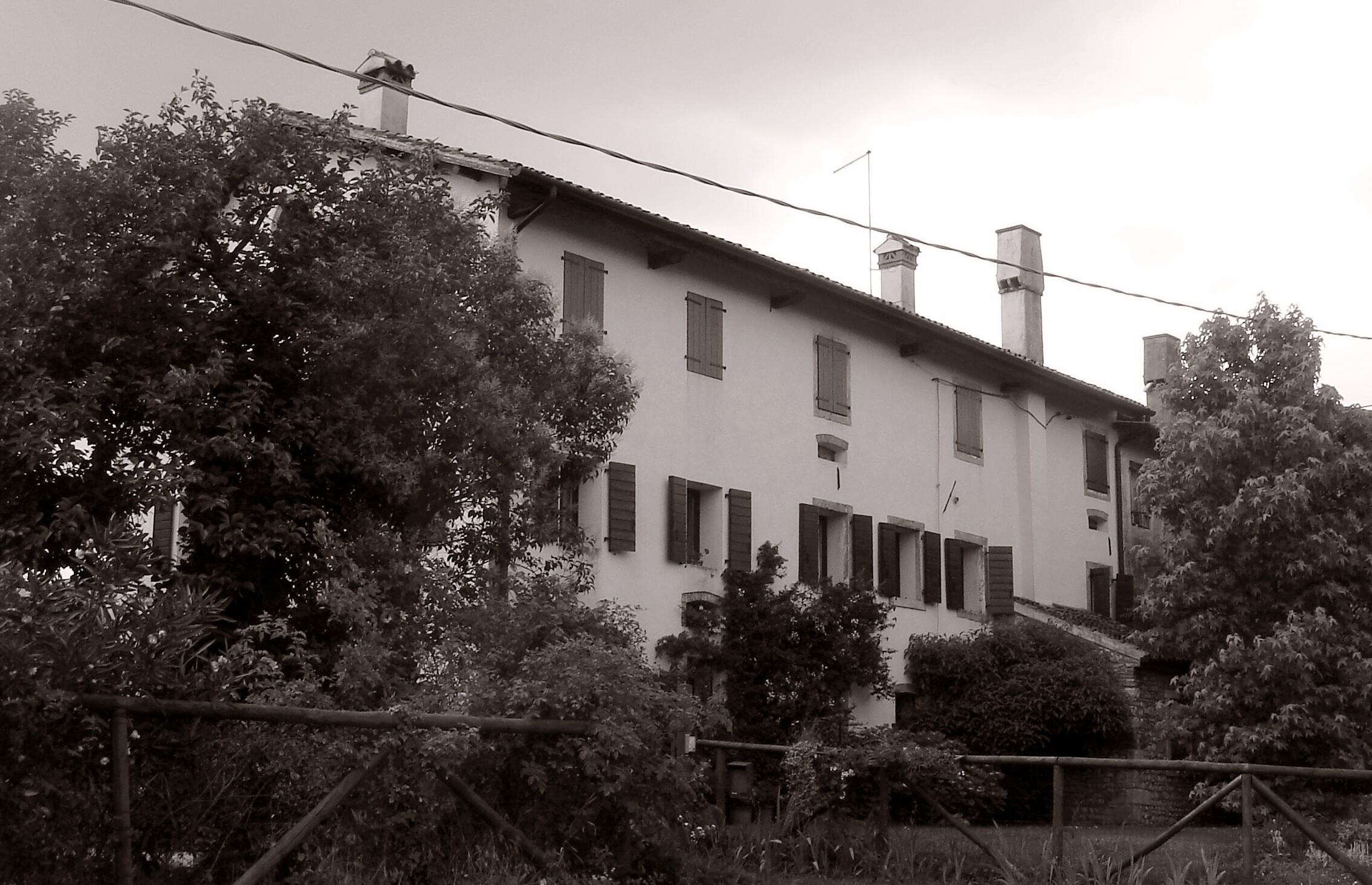
Prospetto posteriore della casa rurale di via Serravalle

Numerose sono le case rurali schedate nel comune di San Fior, a testimoniare l'economia di un passato quasi esclusivamente agricolo. Il loro stile architettonico si riscontra appartenere a una matrice comune, seppur con variazioni a volte sostanziali, ma sempre caratterizzanti e in armonia con le linee del paesaggio.
- Casa rurale di via Serravalle. Sulla sommità del dolce pendio di via Serravalle, poco sopra la tenuta di Villa Soldi, si apre l'area agricola dei colli: qui, a inaugurare un paesaggio di vigne e edifici rurali che pertiene al territorio di Castello Roganzuolo e Colle Umberto, la casa rurale di via Serravalle è tra quelle schedate dal comune di San Fior.
Composta di due volumi, la casa ha una forometria che evidenzia i tre piani; con la semplicità e l'armonia dell'architettura rurale della campagna veneto-orientale, questo edificio si rivolge verso i colli di Castello Roganzuolo ed è in dialogo con essi anche attraverso gli annessi rustici, a sé stanti.
- Casa rurale di via Campardi
- Complesso rurale di Borgo Campardi

#### Ville venete

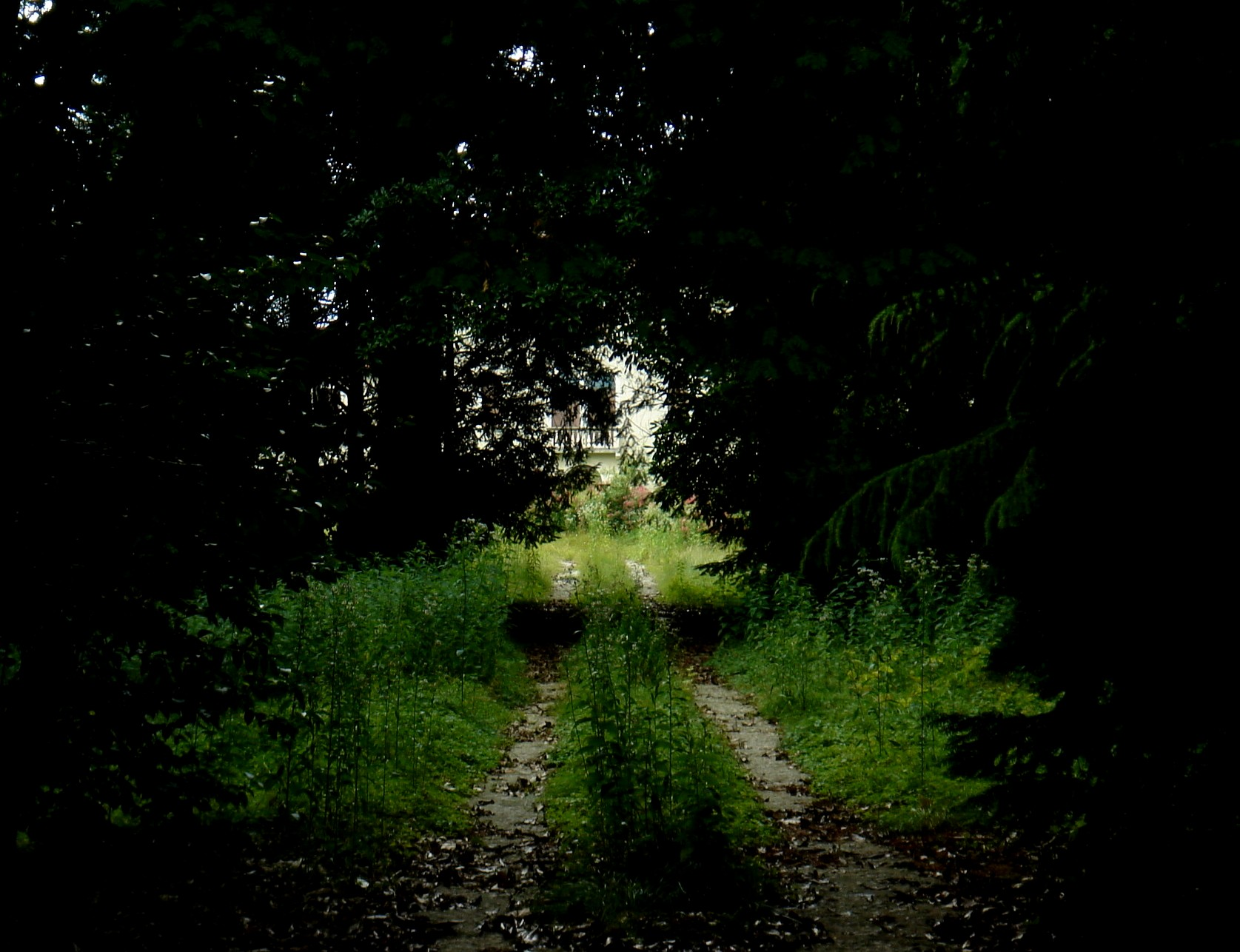
Villa Soldi, parco in abbandono e scorcio della facciata tra le fronde

##### Villa Cadorin Soldi
La villa più grande del comune, circondata da una lunga cinta muraria all'interno della quale è custodito un ampio parco privato, è Villa Cadorin Soldi, presso Borgo Canè. Il complesso si compone di più parti, venute a definirsi tra XIX e XX secolo, quando la villa era il vanto delle famiglie che ne erano proprietarie: prima i Cadorin (che ne vollero la costruzione), poi fino al secondo Novecento i Soldi.
Oltre alla cappella gentilizia (comunale dal 2001), ben pochi tratti sono intuibili dall'esterno delle mura, se si eccettua una curiosa torretta di gusto novecentesco che spicca al di sopra delle alte fronde degli alberi secolari del parco.

##### Casa Ongaro Marcon

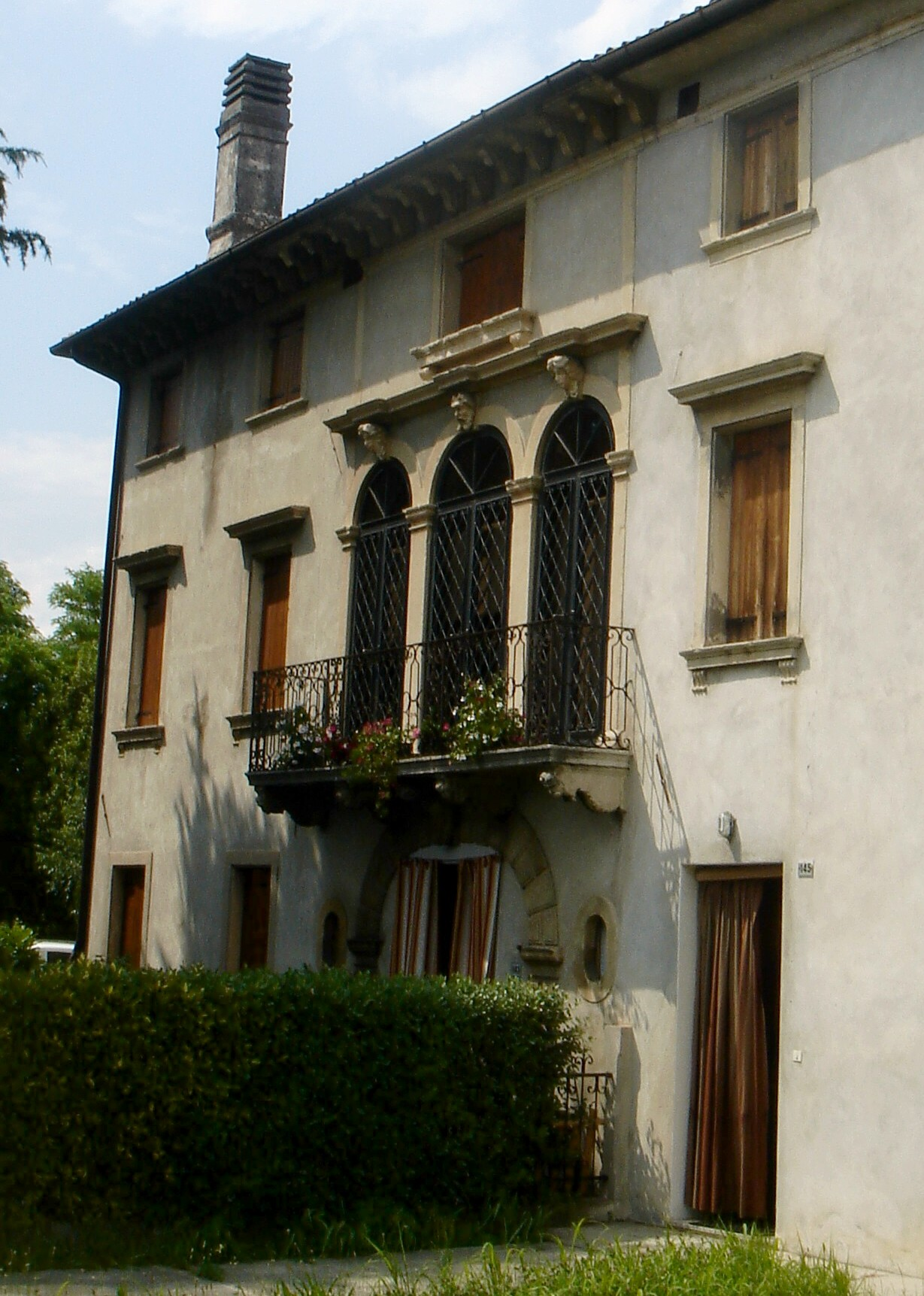
Prospetto principale di Villa Ongaro

Posta sull'incrocio centrale di San Fior, la facciata di Casa Ongaro dà sulla Statale 13 Pontebbana. Si presenta su tre livelli: il secondo livello è impreziosito centralmente da un terrazzino con trifora, le cui aperture presentano un mascherone in chiave di volta; le altre finestre, più semplici e disposte ai lati, sono abbellite da cornici in pietra.
A lato del corpo centrale della villa, una struttura annessa, ampiamente rimaneggiata nei secoli successivi al XVIII, al quale il complesso risale.

##### Casa Pampanini

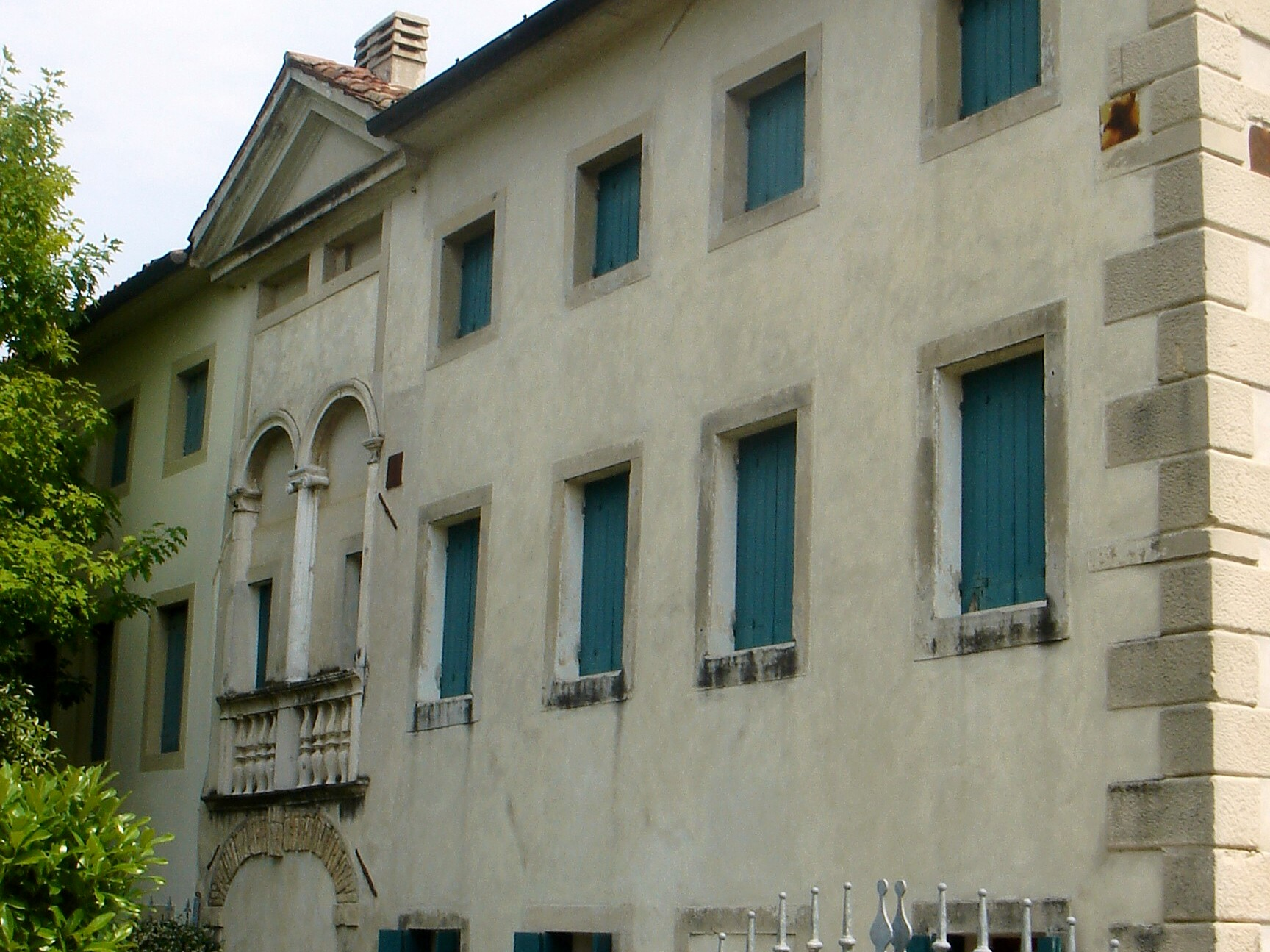
Prospetto principale di Villa Pampanini

Lungo la Statale 13, poco distante da villa Ongaro e di fronte al lato destro della chiesa di San Bernardino, si erge Casa Pampanini , edificio di tre piani a pianta centrale mostra linee armoniose e risale alla fine del XVII secolo. La facciata principale, che guarda sulla strada, è timpanata ha una bifora centrale con balaustra che sovrasta l'originario portone principale, oggi murato. La facciata laterale centralmente ha un accesso al primo piano con scalinata.

#### Ex bacologico

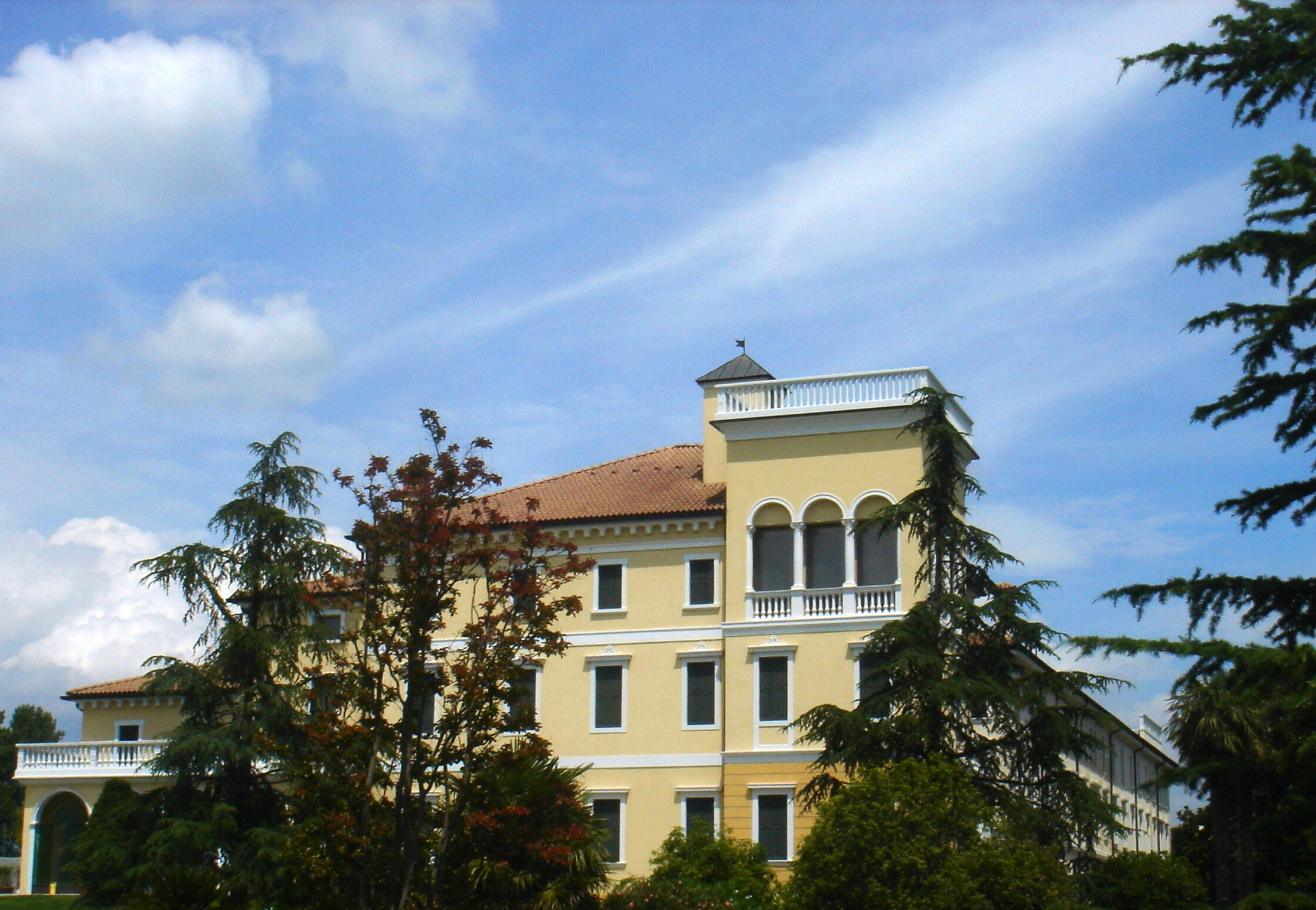
La villa padronale dell'ex bacologico; in secondo piano uno scorcio dello stabilimento

L'imponente e elegante struttura del vecchio bacologico si incontra lungo la Strada Statale 13 Pontebbana, prima di entrare nel centro di San Fior, venendo da Conegliano.
Il complesso consta di due parti: lo stabilimento e la villa padronale del fondatore, l'imprenditore Liberale De Nardi: egli, profondo conoscitore della materia bacologica e stimato a livello internazionale, fece di questa struttura un punto di riferimento nel campo della tratta dei bachi da seta.
Le due strutture sono degli anni trenta e devono il loro aspetto attuale a numerosi rimaneggiamenti.
Oggi il complesso è interamente restaurato e riconvertito: la villa padronale è una residenza privata; lo stabilimento ospita uffici di vario genere.

## Società

### Evoluzione demografica
Abitanti censiti

### Etnie e minoranze straniere
Al 31 dicembre 2023 gli stranieri residenti nel comune erano 570, ovvero l'8,4% della popolazione. Di seguito sono riportati i gruppi più consistenti:
1. Romania 88
2. Cina 57
3. Albania 54
4. Ucraina 33
5. Macedonia del Nord 30
6. Bosnia ed Erzegovina 27
7. Marocco 27
8. Ghana 25

## Geografia antropica

### Frazioni
Oltre al capoluogo San Fior di Sopra, il comune ha due frazioni:
- Castello Roganzuolo, frazione che comprende l'area collinare del comune.
- San Fior di Sotto, frazione che copre la piana a sud del capoluogo.

## Economia
L’agricoltura è una delle principali fonti di reddito con la coltivazione di cereali, frumento, ortaggi, foraggi, viti, ulivi e frutteti. Si pratica anche l’allevamento, soprattutto di avicoli, suini e bovini da latte e da carne. 
Sono presenti anche industrie tessili, del legno, dell’editoria, metallurgiche e meccaniche.
La riqualificazione dell’ex area industriale Sarom, azienda leader nei prodotti in cemento ha portato alla realizzazione del progetto Parcofiore tra il 2017 e il 2021 di un centro commerciale, che copre una superficie totale di circa 27.000 mq,  ubicato tra la zona industriale del paese e Villa Liccer lungo la strada statale n.13 Pontebbana.

## Infrastrutture e trasporti

### Strade

#### Autostrade
- San Fior è servita dall'autostrada A27 Mestre-Belluno, che riserva a San Fior un'uscita, anche se questa è localizzata nel territorio comunale di San Vendemiano;
- È servita dall'autostrada A28 che collega il comune con Pordenone, Portogruaro e il Friuli in generale.

#### Strade statali
- San Fior è attraversata dalla strada statale 13 Pontebbana
- è lambita a ovest (zona del Menarè) dalla strada statale 51 di Alemagna

### Autobus
Il comune è servito dal servizio extraurbano, che collega la città a Conegliano, al Pordenonese gestito da Mobilità di Marca.

## Amministrazione
| Periodo | Periodo   | Primo cittadino  | Partito                      | Carica  | Note |
| ------- | --------- | ---------------- | ---------------------------- | ------- | ---- |
| 1995    | 1999      | Fiorenzo Carniel | Lista civica                 | Sindaco |      |
| 1999    | 2004      | Fiorenzo Carniel | Lista civica                 | Sindaco |      |
| 2004    | 2009      | Cesare De Martin | Lista civica                 | Sindaco |      |
| 2009    | 2014      | Gastone Martorel | Lista civica                 | Sindaco |      |
| 2014    | 2019      | Gastone Martorel | Lista civica                 | Sindaco |      |
| 2019    | 2024      | Giuseppe Maset   | Lega-Liga-Bepi Maset sindaco | Sindaco |      |
| 2024    | in carica | Gastone Martorel | Lista civica                 | Sindaco |      |

### Gemellaggi
- Colayrac-Saint-Cirq

## Galleria d'immagini

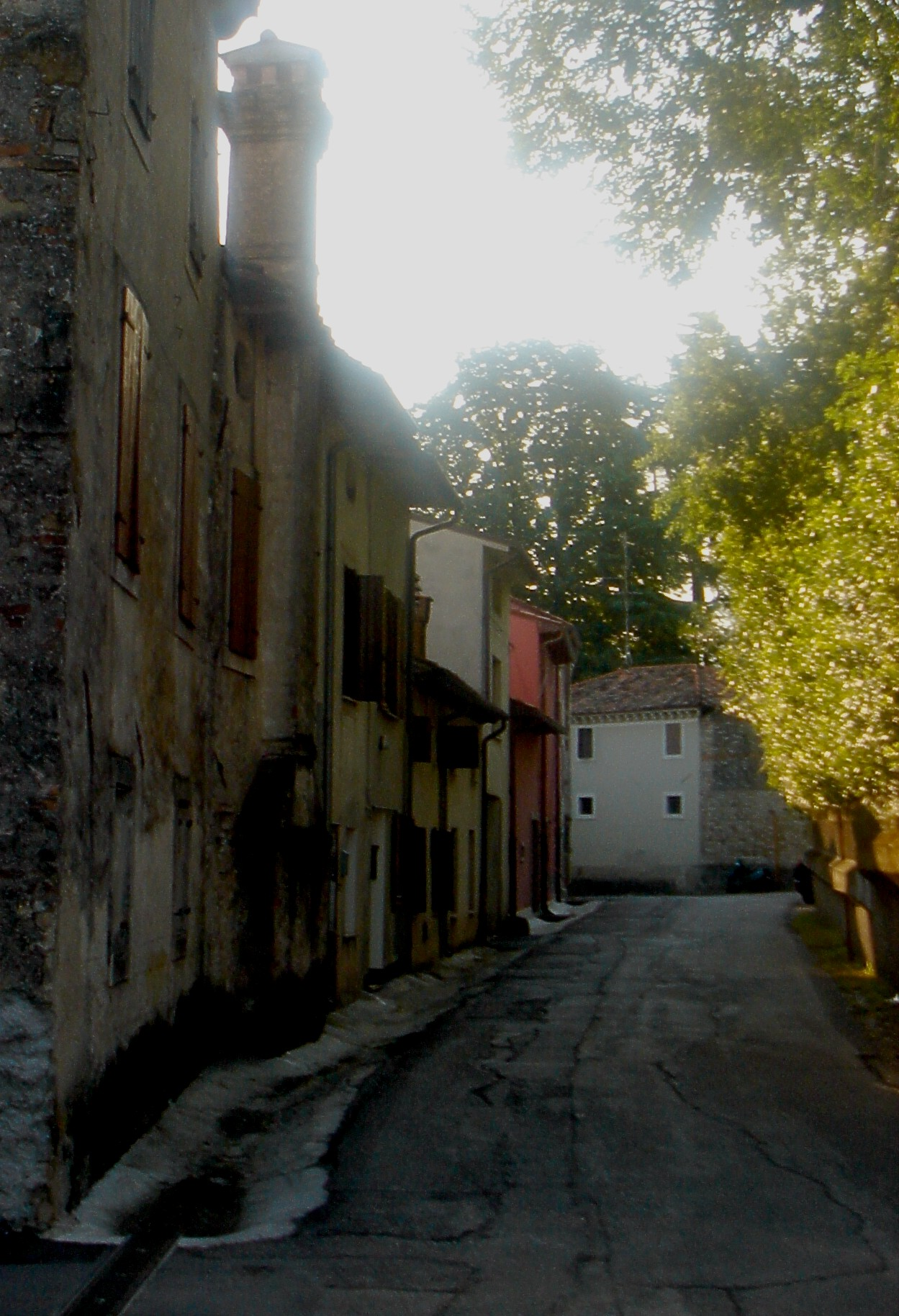
Scorcio di Borgo Canè e della cinta muraria di Villa Soldi
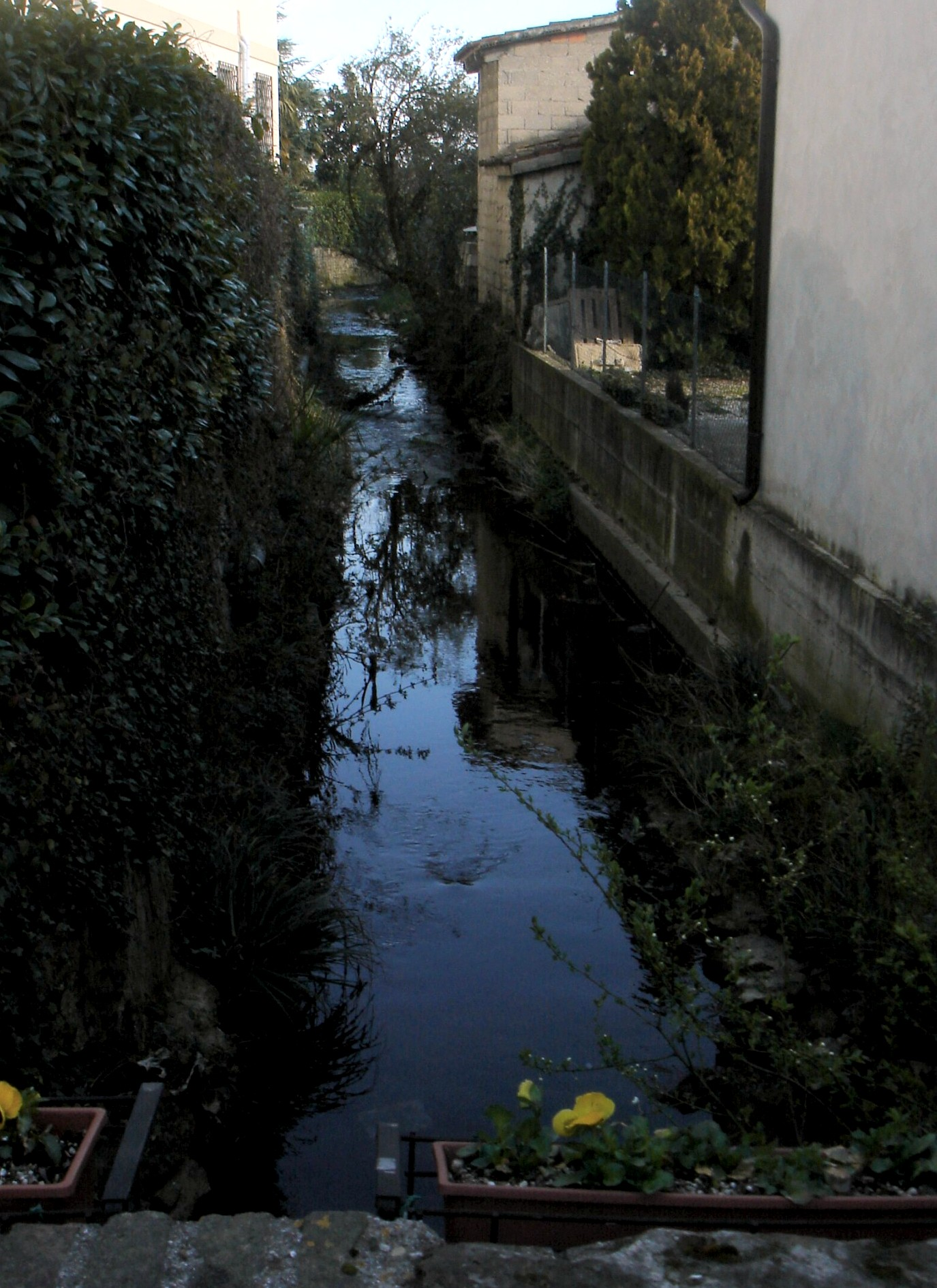
Il fiume Codolo
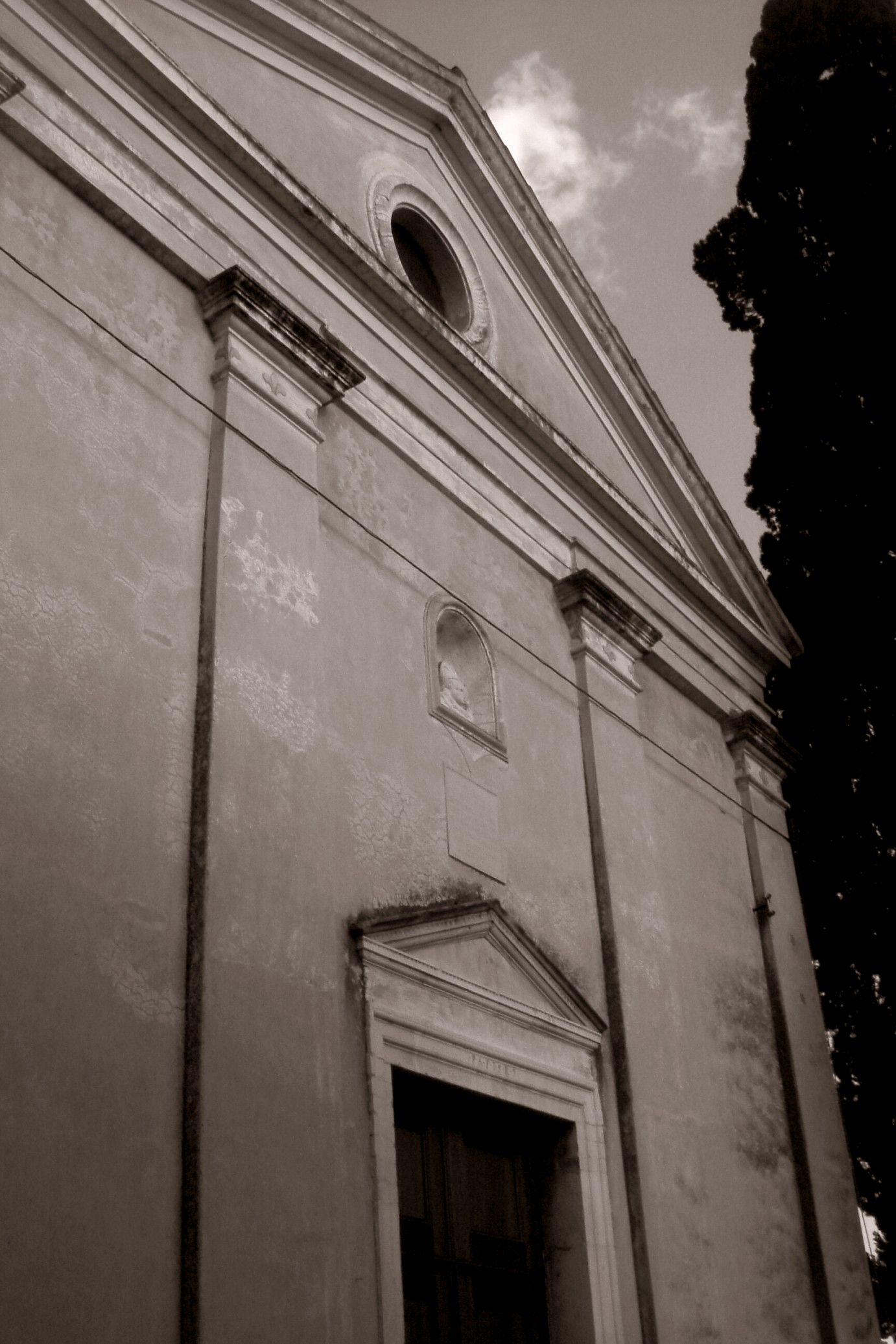
La facciata della vecchia chiesa parrocchiale
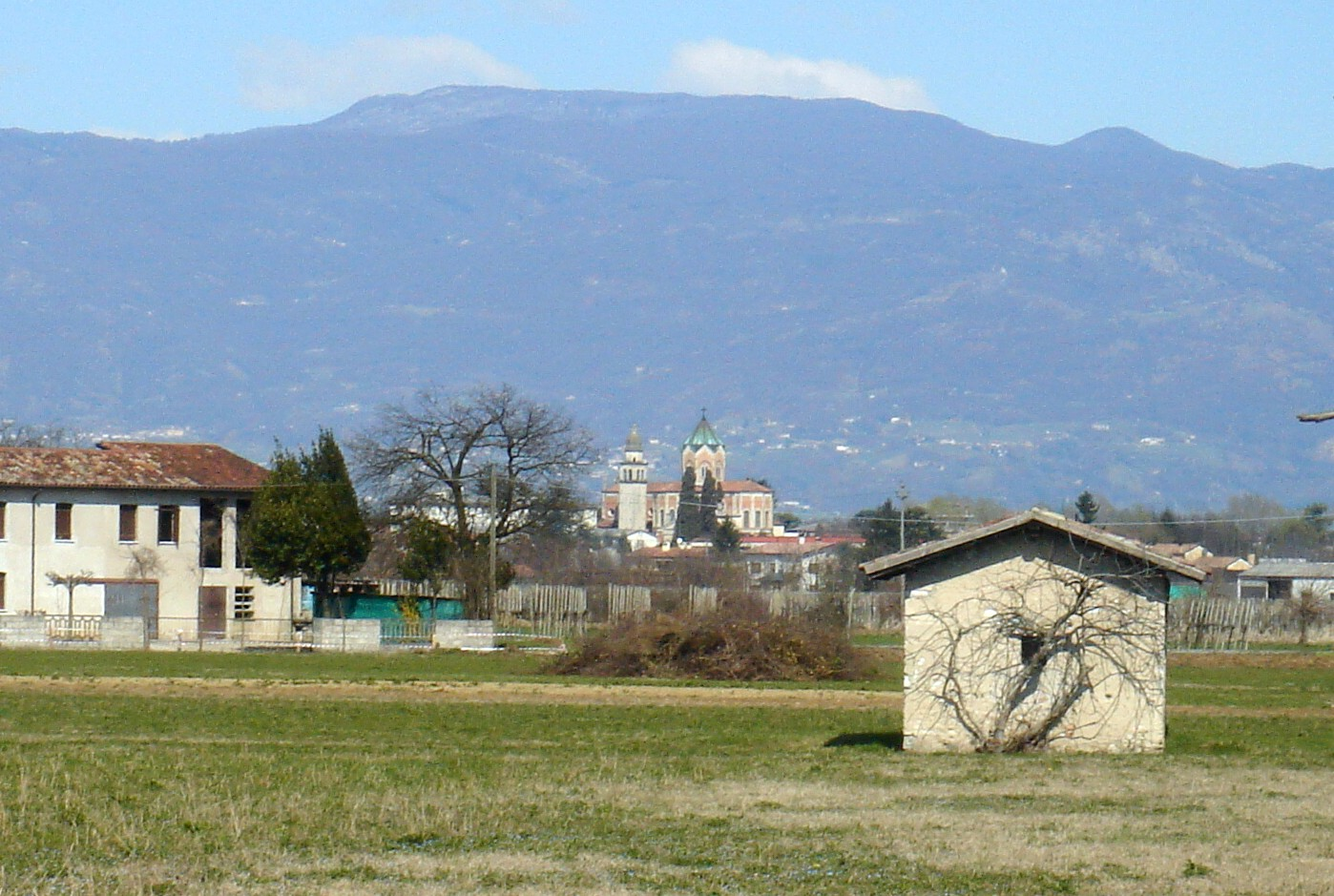
Veduta del centro di San Fior dall'area di via Ongaresca